# Gerbyn saaristo
L'archipel de Gerby (finnois : Gerbyn saaristo, suédois : Gerby-Västervik skärgård) est un quartier du district de Gerby à Vaasa en Finlande.

## Présentation
L'archipel de Gerby est l'archipel des villages de Gerby et Västervik à Vaasa. 
C'est une partie de l'archipel de Vaasa.
Le quartier compte neuf habitants (2015) et un important établissement de loisirs.